# Rugal Bernstein
Rugal Bernstein (ルガール・バーンシュタイン Rugāru Bānshutain?) es un personaje ficticio de la saga de videojuegos The King Of Fighters, aparece como el jefe final de The King of Fighters '94, 95, 98 y 2002.

## Historia
Rugal hizo su primera aparición en el juego The King Of Fighters '94. Según su historia oficial, él es un conocido y poderoso traficante de drogas, armas, etc. y dueño de un gran portaaviones de nombre "Black Noah", realizando contrabando de armas en los mares, territorio libre de las leyes de las naciones del mundo, por lo que es casi imposible atraparlo. Además de ser aficionado a las peleas, es un sujeto extremadamente poderoso e incluso tenía la sádica adicción de coleccionar los cuerpos de sus oponentes derrotados (de los que aprendía técnicas en algunas ocasiones) cubriéndolos con metal líquido para conservarlos a modo de estatua. Era socio de negocios del bajo mundo de Geese Howard, Wolfgang Krauser y Mr. Big, de los cuales aprendió el Reppuken de Geese y el Kaiser Wave de Krauser.
Rugal tiene como hijos a Adelheid y Rose, una pantera mascota de nombre Rodem, además de 4 secretarias para sus servicios, Mature, Vice, Aya y Hermione.
Su afán de disecar luchadores, hizo que en 1986 fuera tras los pasos del comandante militar Heidern, del cual había oído hablar como un luchador formidable, altamente entrenado en artes marciales, uso de armas y tácticas de supervivencia. Tras ubicar su paradero, logra secuestrar a la esposa e hija de Heidern Sandra y Clara y las lleva a la fuerza a su escondite el Black Noah al tiempo que manda un mensaje a Heidern para que intentara rescatarlas. Justo en el momento en que Heidern llega a donde su esposa e hija, Rugal queriendo enfrentar toda la furia de Heidern asesina cruelmente a ambas no sin antes haber asesinado a cada uno de los hombres que venían con Heidern en su escuadrón militar. Al enfrentarse a Rugal, tras una dura y brutal batalla, Heidern a pesar de haber luchado con toda su furia especialmente por el asesinato de su esposa e hija, pierde su ojo derecho pero Rugal no consigue disecarlo ya que el lugar donde se enfrentaron estalló y Heidern tuvo y aprovechó la oportunidad de escapar. Desde entonces Heidern, lleno de odio, ira y tristeza por la muerte de sus hombres y sobre todo de su esposa e hija juró venganza contra Rugal.
Con el tiempo, Rugal se enteró acerca del extraordinario poder del dios Orochi. Detectó el lugar en el que el poder se encontraba sellado. En camino a romper el sello se encontró con Goenitz, uno de los miembros del clan Hakkeshu, quien en un ataque hizo perder a Rugal su ojo derecho. Sin embargo, Goenitz le donó un poco del poder de Orochi para que sobreviviese, volviendo a Rugal mucho más fuerte y resistente, aunque su cuerpo no fuese capaz de asimilarlo por completo.
Rugal es revivido durante los eventos de The King of Fighters XV, a causa de la derrota de Verse, liberando numerosas almas que habían perecido durante los torneos, por lo tanto,  vuelve a la vida, aunque sus intenciones son desconocidas.

## The King of Fighters '94
En el año 94, tras haber apreciado las ediciones del KOF que organizaba Geese y posteriormente la que organizó Krauser, Rugal, ya aburrido de coleccionar estatuas de peleadores de bajo potencial, sintió gran interés, y decidió organizar un torneo él mismo bajo la premisa de una cantidad económica bastante considerable. Rugal encargó a sus secretarias enviar las invitaciones del torneo a los mejores luchadores del mundo, con la regla de ser grupos de tres peleadores, ya que su arrogancia era tan grande que creía que podría vencerlos a todos fácilmente si se tratase de un solo ganador.
Gana el torneo el equipo de Japón (Kyō Kusanagi, Benimaru Nikaido y Goro Daimon) quienes son llevados por Mature a la nave de Rugal. En ese mismo instante, Saisyu Kusanagi, el padre de Kyo, ingresa a la nave, intentando derrotar a Rugal, pero sus esfuerzos son vanos, quedando moribundo, momento en el que llegan los campeones. Rugal se presenta y les dice claramente que tiene la intención de derrotarlos, disecarlos y agregarlos a su colección de "trofeos". Sin embargo, para su sorpresa es derrotado por Kyo. Al verse impotente decide aniquilarlos a todos, apretando el botón de autodestrucción de la nave. Pero Kyo y sus amigos escapan en helicóptero y botes salvavidas con la ayuda de Heidern y sus hombres aunque sin poder salvar a Saisyu.

## The King Of Fighters '95
En 1995, Rugal vuelve al campo de batalla. Después de lo ocurrido en el KOF el año anterior, se sometió a una serie de operaciones en las que se le pusieron implantes cibernéticos, como una mano mecánica, que le hicieron aún más fuerte. Rugal también rescató el cuerpo inerte de Saisyu, y en sus laboratorios le hicieron revivir con un lavado de cerebro, convirtiéndolo en su mercenario. De esta manera, Rugal organiza un nuevo torneo KOF, esta vez dejando un rastro claro de que él estaba detrás del torneo, para atraer a los anteriores participantes y vengarse de la humillación que tuvo frente a Kyo y a los demás. El único fin con el que resucita a Saisyu es hacer sufrir a Kyo, poniéndolo a luchar contra él. Cuando Kyo vence a su padre, Rugal se pone realmente furioso y expone su cuerpo al máximo límite, sufre una transformación (conocido en ese momento como Omega Rugal) y realmente se hace muy fuerte, pero aunque sabe que eso es el resultado de su poder de Orochi, la pelea se vuelve a favor de Kyo, derrotando a Rugal con su mejor técnica, el Shiki Orochinagi. En ese momento, el efecto secundario del poder de Orochi en el cuerpo de Rugal es instantáneo, quien a pesar de su gran fuerza física y habilidad para la lucha, con su cuerpo de ser humano ordinario no puede soportar tanta energía, por lo que la fuerza negra lo hace estallar en pedazos. Justo antes de que Rugal muera, Iori Yagami aparece en escena, se burla de Rugal y le dice que fue un necio y un estúpido al querer poseer dicho poder, porque solo los que llevan la sangre del clan de Orochi (como él o como Leona Heidern quien aparecería un año más tarde) logran soportar ese efecto, conocido como el "Disturbio De La Sangre". Rugal logra entenderlo y dice que volverá. Después de eso, desaparece en medio de una explosión que deja la estela de una sombra demoniaca, hasta aquí es la historia canónica de Rugal en la saga. Heidern contempla a lo lejos lo ocurrido, y aunque el equipo Ikari Warriors formado por él, Ralf Jones y Clark Steel no logra llegar a las finales del torneo (perdieron en las semifinales contra el equipo de Japón formado por Kyo Kusanagi, Goro Daimon y Benimaru Nikaido luego de una pelea bastante reñida y pareja); piensa que al fin se hizo justicia para su esposa e hija ante la aparente muerte de Rugal. Heidern entonces decide volver a su base militar con sus soldados.
Casi una década después, en 2003, los hijos de Rugal, Adelheid y Rose Bernstein intentan vengar su muerte venciendo a Kyo, pero fallan, además de que Adelheid comprende que Kyo no fue quien mató a su padre, sino que él murió por su ambición desmedida y búsqueda de poder.

## Concepción y diseño
El concepto para hacer Rugal en The King of Fighters '94 era hacer "el más poderoso (más violento) jefe y más malvado que nadie". A pesar de las dificultades para vencerlo, Rugal se ha convertido en el jefe con el mayor número de apariciones en The King of Fighters series como se ha ido jugando con los jugadores y desarrolladores. Debido a sus múltiples "muertes" en las series, creadores han bromeado con él, añadiendo a su perfil original que su hobby es resucitar. El director en punta, Toyohisa Tanabe, declaró que su estilo de pelea fue creado para enfatizar la fuerza de Rugal en la serie como el primer personaje jefe. Él también comentó "yendo un poco fuera de la cuenta" con su técnica demoledora cortadora genocida en The King of Fighters '94'. Su grito de muerte de su movimiento especial fue originalmente una técnica en la cual Rugal rompe el cuello de su oponente y lo estruja. Sin embargo, fue visto con carencia de drama, entonces este fue mejorado a un movimiento en el cual le rompe el cuello a su víctima, lo estruja y luego gira a su víctima alrededor, para hacer más daño, permanece en una posición al final del movimiento. En The King of Fighters '95, Rugal aparece como una mejor versión, llamada Omega Rugal; a los creadores les gusta mucho lo que añadieron a su personaje jefe sus peleas de ensueño (KOF  juegos sin historia), comentando "Él es el único personaje que en verdad representa el último KOF jefe. En The King of Fighters '98 su movimiento fue notado como el más fuerte de sus apariciones, convirtiéndose el jefe favorito de los creadores.
Rugal mide (198cm) de alto y pesa (103 kg). En su primera aparición en King of Fighters '94, Rugal Bernstein es mostrado llevando la ropa roja formal y con su ojo derecho cubierto, habiéndolo perdido en su anterior confrontación. Después de su derrota inicial, Rugal aparece con un estilo compuesto por una playera verde sin mangas, pero sigue manteniendo los pantalones rojos. En King of Fighters '95 mantiene su ropa formal, pero cuando él se transforma en Omega Rugal, son destruidos. Su cuerpo es mucho más grande en esta forma, su piel se hace más oscura mientras su pelo aparece gris. De su ojo derecho aparece una luz roja, y muestra usando un prostético en el lugar de su mano derecha. En juegos siguientes de la serie, la forma de Omega de Rugal aparece llevando su ropa de batalla King of Fighters '94. En SNK Vs. Capcom videojuegos, él es destacado por su ropa formal tanto en común como la forma de Dios. Esbozos originales de Rugal mostraron su personaje usando cristales negros y teniendo varios cables unidos de su pecho a sus manos. Su aspecto de forma de Omega tenía cadenas a lo largo de su pantalón y tatuajes sobre su pecho, uno de cual ser un tigre.

## Apariciones

### En videojuegos
Interpretada la voz por Toshimitsu Arai en muchos de los títulos, Rugal hace su primera aparición como personaje jefe de King of Fighters '94. El argumento del juego presenta a Rugal como un traficante de armas megalómano, que organiza el torneo King of Fighters para reunir a los luchadores más fuertes de todo el mundo. Una vez que el jugador encuentra Rugal, él revelará que él quiere convertirse en sus víctimas en estatuas de piedra para añadirlos a su colección de luchadores. Una vez derrotado por Kyo Kusanagi y sus compañeros, Rugal se destruye su barco para matar sus oponentes, pero falla. En The King of Fighters '95, Rugal organiza a un nuevo torneo de King of Fighters para tomar la venganza sobre Kyo. A este final, Rugal lava el cerebro al padre de Kyo, Saisyu, para matarlo. Después Saisyu es golpeado inconsciente, Rugal se pone a luchar como el carácter de jefe, en una forma realzada llamada Omega Rugal (オメガ・ルガール Omega Rugāru?). Sin embargo, una vez derrotado, él es incapaz de controlar sus nuevos poderes y su cuerpo es destruido. Aunque Rugal no sea destacado en The King of Fighters '96, el nuevo organizador de torneo menciona que el hombre responsable de tomar el ojo derecho de Rugal y darle el gran poder es el antagonista del juego, Goenitz.
Desde su aparición en King of Fighters '95, Omega Rugal ha aparecido más tarde SNK- títulos producidos, sirviendo como el jefe final para ambos The King of Fighters '98 y The King of Fighters 2002, destruyendo su barco en el antiguo y des integrándolo luego cuando derrotado. Omega Rugal también aparece como un carácter de jefe varios otros títulos de King of Fighters, incluyendo The King of Fighters 2002: Unlimited Match y The King of Fighters: Neowave, con criterios diferentes para el personaje por aparecer en cada uno. In The King of Fighters 2000, Rugal aparece como un asistente de jugador, no jugable (doblo a "asesino") en Kula Diamond. Arai fractura de nuevo su papel como el actor de voz del personaje en cada aspecto, a excepción del original King of Fighters 2002 en el cual el personaje es interpretado por Norio Wakamoto, quien pone su voz marca en King of Fighters 2001.
En The King of Fighters XIV , es una de las almas dentro de Verse, hasta su resurrección al final del juego, pero aún está atrapado dentro de su forma Omega a partir de The King of Fighters XV . Está listo para regresar como un personaje DLC gratuito en XV , y como un personaje jefe en el próximo modo "Boss Challenge" del juego.
En Capcom vs. SNK 2, además de su forma normal Rugal aparece como un nuevo, la versión perfeccionada de él llamado God Rugal (ゴッド・ルガール Goddo Rugāru?), sirviendo como un jefe opcional final. Renombrado "Ultimate Rugal" en localizaciones inglesas, el carácter es el resultado de derrotar de Rugal Street Fighter personaje Akuma y absorbiendo sus poderes. Esta versión de Rugal aparece luego como carta en SNK vs. Capcom: Card Fighters 2 Expand Edition.

## Otras apariciones
Rugal es parte importante de la saga KOF, incluso cuando no aparece como seleccionable. Por ejemplo, en KOF 96, se menciona a Goenitz como el que le arrancó a Rugal el ojo derecho.
También aparece como jefe final en los llamados "Dream Match" (encuentros de ensueño), como KOF '98 y KOF 2002 (incluidas sus versiones actualizadas: KOF '98 Ultimate Match y KOF 2002 Unlimited Match)
Igualmente, está presente en el crossover Capcom Vs SNK como personaje seleccionable; en la versión de Capcom Vs SNK 2 también está presente como seleccionable y es el jefe final por parte de SNK, aunque aparece una versión suya llamada "God Rugal" (Ultimate Rugal en la versión fuera de Japón), que consiste en que Rugal absorbe los poderes de Akuma logrando tener, según él, el poder de un dios de la lucha y llegando a ser el jefe secreto.
Sale también como personaje secreto en KOF: Neowave y en KOF 2000 como striker secreto de  Kula Diamond.
Por último es personaje desbloqueable en "Metal Slug Defense" juego hecho para móviles.

## Recepción y concepto
Rugal es uno de los villanos más populares de la saga, en gran parte debido a su jugabilidad, y por otro lado, como jefe final es de los más difíciles de vencer. De hecho, SNK lo concibió como "El jefe final más poderoso y más maligno jamás creado". Rugal se ha convertido en el jefe con más apariciones en la saga y, debido al detalle del número de veces en las que Rugal "muere" en la saga, en su perfil oficial se dice que (a modo de auto-burla) que su afición es la "resurrección". La versión mejorada de Rugal que aparece en KOF '95, llamada Omega Rugal, gustó tanto a los desarrolladores que lo añadieron como jefe en los Dream Matches (entregas de KOF sin historia oficial), afirmando que "es el único personaje que verdaderamente representa el jefe definitivo de KOF". Diferentes medios especializados han destacado la elevada dificultad para derrotarlo así como la elegancia de su diseño y su importancia en la saga.
La revista japonesa  Gamest  rankeó a Rugal en el lugar 48 de su lista de los 50 primeros personajes de videojuego introducidos en 1994, compartiendo el punto Chang Koehan. Las publicaciones de videojuegos han comentado el carácter de Rugal, añadiendo la alabanza y la crítica. Retro Gamer elogiado el carácter, declarándose el "Roca fuerte.....más fuerte que" Street Fighter's M. Bison". GameAxis Unwired comparó a Rugal con Street Fighter's Akuma gracias a las significancias de sus creadores respectivos, a Rugal se le llamó "El más barato [jefe] en los juegos del SNK". 1UP.com elogiado la introducción de Omega Rugal en "KOF ' 95", la acción de notarlo para ser "uno de los jefes más elegantes diseñados en la historia bélica", aunque los jugadores pudieran odiarlo debido a como dificultad en derrotarlo. Sin embargo, ellos mencionaron que uno de los puntos buenos "de KOF ' 96" era la ausencia de Rugal. Eurogamer El crítico Matt Edwards también comentó que Rugal era muy difícil de derrotar y que él comenzó "una tendencia en la serie KOF de los jefes notoriamente dominados que son difíciles de derrotar". IGN's Jeremy Dunhan elogió Rugal, describiendo como su personaje desarrolló las nuevas reglas para el torneo de King of Fighters, y notó la dificultad en derrotarlo por su cuenta, listándolo a él como uno "de los 12 jefes de juego de combate que (casi) lo hicieron rendirse", GamesRadar reclamado que la dificultad de Rugal como un jefe condujo a jugadores acuñar el término "SNK síndrome del jefe".

## Curiosidades
- SNK es conocida también porque en el argumento de KOF, con el paso del tiempo, cambió o tergiversó muchos datos originales para poner más énfasis en alguna saga o dar un mejor concepto a algún personaje. Rugal es uno de los personajes a los que les cambiaron detalles.
- En el argumento original de KOF '94, se mencionaba que el vencedor de Rugal sería Terry Bogard, ya que Rugal lo buscaba por ser quien había derrotado a Geese y Krauser, pero se decidió retirar ese argumento y dejar el ya mencionado arriba. Hay que recordar que los personajes más importantes de KOF y mascotas oficiales de SNK son Athena Asamiya, Ryo Sakazaki, Terry Bogard y Kyo Kusanagi.
- Por algún tiempo, se mencionó que KOF '98 iba a tener una posible historia, según la cual un clon genético del Rugal, que estuvo en incubación desde su muerte, despertaba y organizaba el torneo KOF con nuevos fines de venganza, a la vez que buscaba obtener el poder de Orochi por completo. Este clon, al parecer, sería vencido por Kyo, Iori y Chizuru. En las versiones caseras de KOF '98 aparece una imagen donde se veía a Rugal en un tubo de criogenia y varios clones de él a un lado, lo que al parecer corrobora que sí se tenían intenciones de ponerle argumento a dicho juego, pero al final la idea se descartó por diversos motivos, dejando el juego en un "Dream Match".
- En el año 2000 se planeó realizar un videojuego que mezclara los personajes de KOF con los de Street Fighter, pero la idea desistió al no poder llegar a un acuerdo por ninguno de los creadores.
- Existe cierta polémica entre los jugadores de esta franquicia ya que por lo regular es criticado el uso de este personaje entre los jugadores por ser un personaje sencillo y de mucho poder.